# Austrolimnius isdellensis
Austrolimnius isdellensis is een keversoort uit de familie beekkevers (Elmidae). De wetenschappelijke naam van de soort werd in 1948 gepubliceerd door Emil Herman Zeck.
De soort werd aangetroffen aan de oevers van de Isdell River in Noordwest-Australië, op de wortels van een waterplant. Volgens Zeck was dit de kleinste Australische soort in dit geslacht; 0,9 mm lang.